# Prosthechea vitellina
Espèce
Prosthechea vittelina est une espèce de plante épiphyte de la famille des orchidaceae appartenant au genre Prosthechea.